# 山村政連
山村 政連（やまむら の まさつら、生没年不明）は、平安時代の人物。
姓は宿禰。

## 出自
『新撰姓氏録』大和国諸蕃に山村忌寸が見える。山村忌寸は「（始皇帝の末裔の）己智同祖、古礼公之後也。」とされる。『小右記』永祚元（989年）6月12日条には右兵衛府生・山村実光の名前が見える。
『東大寺文書』「華厳会料支度注文」の注によると、天喜4年（1056年）3月14日に東大寺で華厳会があり、楽頭左衛門少尉・山村吉光が参加したという。吉光は実光（真光）の子であるとされ、吉光には吉高、光吉、吉貞、光貞の4子がおり、『後二条師通記』寛治7年（1093年）11月20日条には右将曹正六位上・山村宿禰吉貞の名前が見える。吉貞は政連の父である。

## 概要
康和2年（1100年）に、雅楽曲の相伝を巡って堀河天皇の御神楽歌師範を務めた多資忠とその息子・多節方を殺害している。多氏では本家筋と分家筋で舞楽の「胡飲酒」と「採桑老」をそれぞれ父子相伝の秘曲としており、資忠の実父・多時資は「採桑老」を、資忠の伯父・多政資は「胡飲酒」を相伝していた。政連は政資の外孫で多政連として「胡飲酒」を相伝していたが、その後、資忠が政資の養子に入ったことで、多氏を離れ父方の山村姓を名乗った。養子入りにより資忠は実父から相伝していた「採桑老」に加え、「胡飲酒」も伯父から相伝した。自身も2曲を望んだ政連は「採桑老」の伝授を資忠に願い出たが、資忠に断られたことにより資忠親子を殺害した。多氏の秘曲「胡飲酒」は、同曲を伝授されていた源雅実（堀河天皇の外叔父）を通じて資忠の息子・多忠方と多近方に伝えられたが、「採桑老」は断絶した。『今鏡』によると、政連は出雲国に流刑となったという。